# 薩拉爾
薩拉爾（？—1760年），其名又作薩賴爾、薩喇爾、薩喇勒，厄魯特蒙古準噶爾部人，後被編入蒙古正黃旗，清朝政治人物、軍事將領。

## 生平
薩賴爾原本是准噶尔汗国的宰桑，隸屬於準噶爾權臣達什達瓦台吉。乾隆十五年，準噶爾內亂，其率領所屬四十七戶歸鄉清朝，安置於察哈爾。後編入八旗，授散秩大臣。準噶爾部渾台吉喇嘛達爾扎請遣薩賴爾歸，沒有得到批准，后授參贊大臣，出北路。乾隆十九年，烏梁海得木齊（宰桑以下官名）扎木參侵犯邊界，薩賴爾以五百人抵禦，逮捕扎木參，后授內大臣。當時薩賴爾稱雅爾都等親至，許起駐特斯河，否則驅趕到阿爾台山之外；同時請求請發厄魯特兵聽調。兵部尚書舒赫德認為此舉不方便，乾隆帝命薩賴爾相機而行；同時命舒赫德會同薩賴爾及車凌等選台吉、宰桑可信任者將兵二百人，並令侍衛永柱和總管阿敏道選察哈爾八旗兵五百交給薩賴爾，以為招諭驅逐之用。
之後薩賴爾率兵抵達卓克索（今科布多河支流扎克赛河），烏梁海宰桑雅爾都、車根、赤倫、察達克、圖布慎、瑪濟岱各鄂拓克全部撤退到阿爾台山以西，之後招降輝特部台吉阿睦爾撒納，擊退雅爾都、車根、赤倫、察達克四宰桑，后賜雙眼孔雀翎。此後他率兵抵達登努勒台（今精河县与尼勒克县之间博罗科努山的山口），與班第等會合，平定伊犁後，乾隆皇帝詔封薩賴爾一等超勇公。此後薩賴爾同班第、鄂容安駐守伊犁，後阿睦爾撒納叛亂，其部下克什木進攻清军，班第、鄂容安陣亡，薩賴爾被俘。乾隆二十一年正月，逃出抵達吐魯番，之後薩賴爾疏請罪，乾隆帝命駐特訥格爾（今新疆阜康），仍授定邊右副將軍。
同年三月，策楞上疏稱：“侍衛巴寧阿自伊犁歸，談到克什木之亂中，將軍班第等自固勒扎赴崆格斯防衛。敵軍趕來時，薩賴爾欲逃跑。鄂容安稱：‘敵人來了應當抵擋，爲什麽要著急逃走’。薩賴爾答言：‘你怎麼會知道？’於是策馬逃走，眾人跟隨。班第等僅餘司員侍衛及衛卒六十人抵擋；當夜敵軍抵達，班第等人遂自殺。”乾隆帝看後，命逮捕薩賴爾入京師，入獄查實，后命押至大牢。班第等人的遗体到达京师，清廷用克什木的耳朵祭奠其亡灵，令薩賴爾觀看。之後因叛黨漸次就擒，釋放出獄。乾隆二十四年，授散秩大臣、鑲白旗蒙古副都統、乾清門行走。旋擢內大臣，復封二等超勇伯。之後去世，圖形紫光閣。

## 延伸阅读
[在维基数据编辑]
 《清史稿/卷314》，出自趙爾巽《清史稿》